# Rune Emanuelsson
Rune Verner Emanuelsson (ur. 8 października 1923 w Göteborgu, zm. 21 marca 1993 tamże) – szwedzki piłkarz grający na pozycji pomocnika. W swojej karierze rozegrał 13 meczów w reprezentacji Szwecji.

## Kariera klubowa
Całą swoją karierę piłkarską Emanuelsson spędził w klubie IFK Göteborg. Zadebiutował w nim w sezonie 1941/1942 i grał w nim do końca sezonu 1954/1955. Wraz z zespołem IFK wywalczył mistrzostwo Szwecji w sezonie 1941/1942. W IFK rozegrał 227 ligowych meczów i strzelił w nich 8 goli.
| Sezon   | Klub         | Kraj    | Rozgrywki   | Mecze | Bramki |
| ------- | ------------ | ------- | ----------- | ----- | ------ |
| 1941/42 | IFK Göteborg | Szwecja | Allsvenskan | 1     | 0      |
| 1942/43 | IFK Göteborg | Szwecja | Allsvenskan | 11    | 0      |
| 1943/44 | IFK Göteborg | Szwecja | Allsvenskan | 6     | 0      |
| 1944/45 | IFK Göteborg | Szwecja | Allsvenskan | 13    | 0      |
| 1945/46 | IFK Göteborg | Szwecja | Allsvenskan | 21    | 0      |
| 1946/47 | IFK Göteborg | Szwecja | Allsvenskan | 22    | 2      |
| 1947/48 | IFK Göteborg | Szwecja | Allsvenskan | 22    | 2      |
| 1948/49 | IFK Göteborg | Szwecja | Allsvenskan | 16    | 0      |
| 1949/50 | IFK Göteborg | Szwecja | Allsvenskan | 13    | 0      |
| 1950/51 | IFK Göteborg | Szwecja | Allsvenskan | 17    | 0      |
| 1951/52 | IFK Göteborg | Szwecja | Allsvenskan | 21    | 0      |
| 1952/53 | IFK Göteborg | Szwecja | Allsvenskan | 22    | 1      |
| 1953/54 | IFK Göteborg | Szwecja | Allsvenskan | 22    | 0      |
| 1954/55 | IFK Göteborg | Szwecja | Allsvenskan | 20    | 2      |

## Kariera reprezentacyjna
W reprezentacji Szwecji Emanuelsson zadebiutował 25 listopada 1945 roku w przegranym 0:3 towarzyskim meczu ze Szwajcarią, rozegranym w Genewie. W 1948 roku zdobył złoty medal na Igrzyskach Olimpijskich w Londynie, choć nie zagrał na nich żadnego meczu. W kadrze narodowej od 1945 do 1951 roku rozegrał 13 spotkań.